# Coryphaenoides liocephalus
Coryphaenoides liocephalus es una especie de pez de la familia Macrouridae en el orden de los Gadiformes.

## Morfología
• Los machos pueden llegar alcanzar los 43 cm de longitud total.

## Hábitat
Es un pez bentopelágico y marino de aguas  templadas que vive hasta 3.750 m de profundidad.

## Distribución geográfica
Se encuentra desde el Japón hasta la Columbia Británica (Canadá ).